# 円信院殿
円信院殿（えんしんいんでん、生年不詳 - 元亀3年12月23日（1573年1月26日））は、戦国時代の女性。種子島時尭の次女。母は島津忠良の娘・島津にし。島津義久の継室。子は島津新城（島津彰久室）と島津亀寿（島津久保室、後に島津忠恒室）。同母姉は伊集院忠棟室。異母弟は種子島時次と種子島久時。異父弟は肝付兼寛（父は肝付兼盛）。呼称は妙蓮夫人、妙連夫人とも。
本名は不明。弘治2年（1556年）、両親が離婚し、母の実家に身を寄せる。永禄5年（1562年）頃、島津義久に嫁ぐ。義久とは従兄弟同士の婚姻となった。また祖父・島津忠良の養女として義久に嫁いだとされる。永禄6年（1563年）、島津新城を生む。元亀2年（1571年）、島津亀寿を生む。
元亀3年（1573年）、死去。墓所は京都市の本能寺にある。法号は「円信院殿妙連大姉」または「円信院殿実渓妙蓮大姉」。島津氏と本能寺の関係は不明だが、実父・時尭の種子島氏は本能寺の大檀越であり、木材や鉄砲を通じ関係が深かった。